# Эжектор пушки

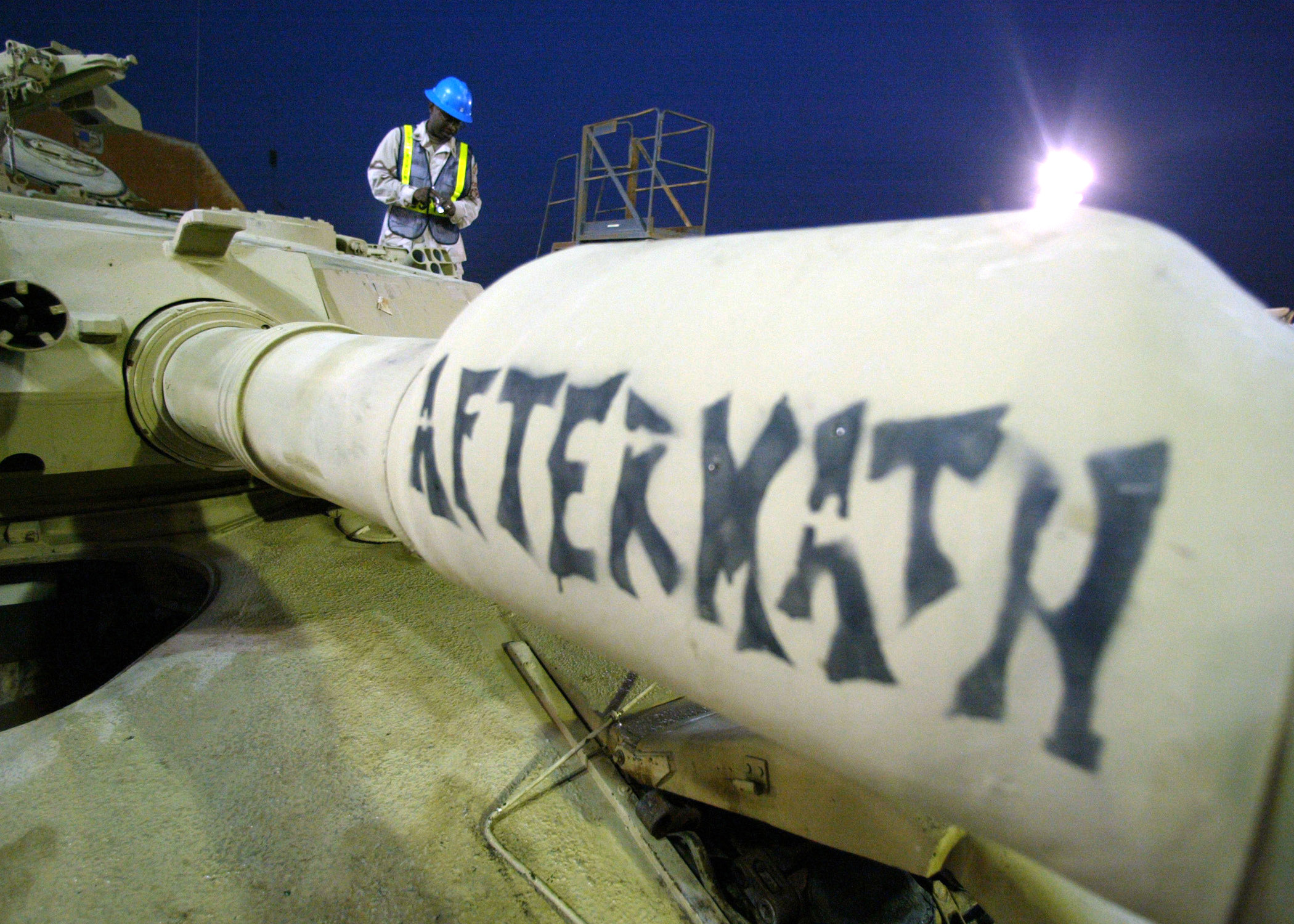
Эжектор на пушке основного танка Абрамс М1А1.

Эжектор ствола — устройство продувки ствола артиллерийского орудия от пороховых газов, служащее для уменьшения загазованности боевых отделений танков, САУ и корабельных башенных артиллерийских установок. 
Эжектор был изобретён под конец Второй мировой войны. Впервые эжектор был установлен в 1948 году на 90-мм пушку американского танка M26 Pershing (M26A1). В Советском Союзе впервые был установлен на 100-мм танковой пушке среднего танка Т-54А, в 1955 году.

## Устройство

Принцип работы эжектора орудия.

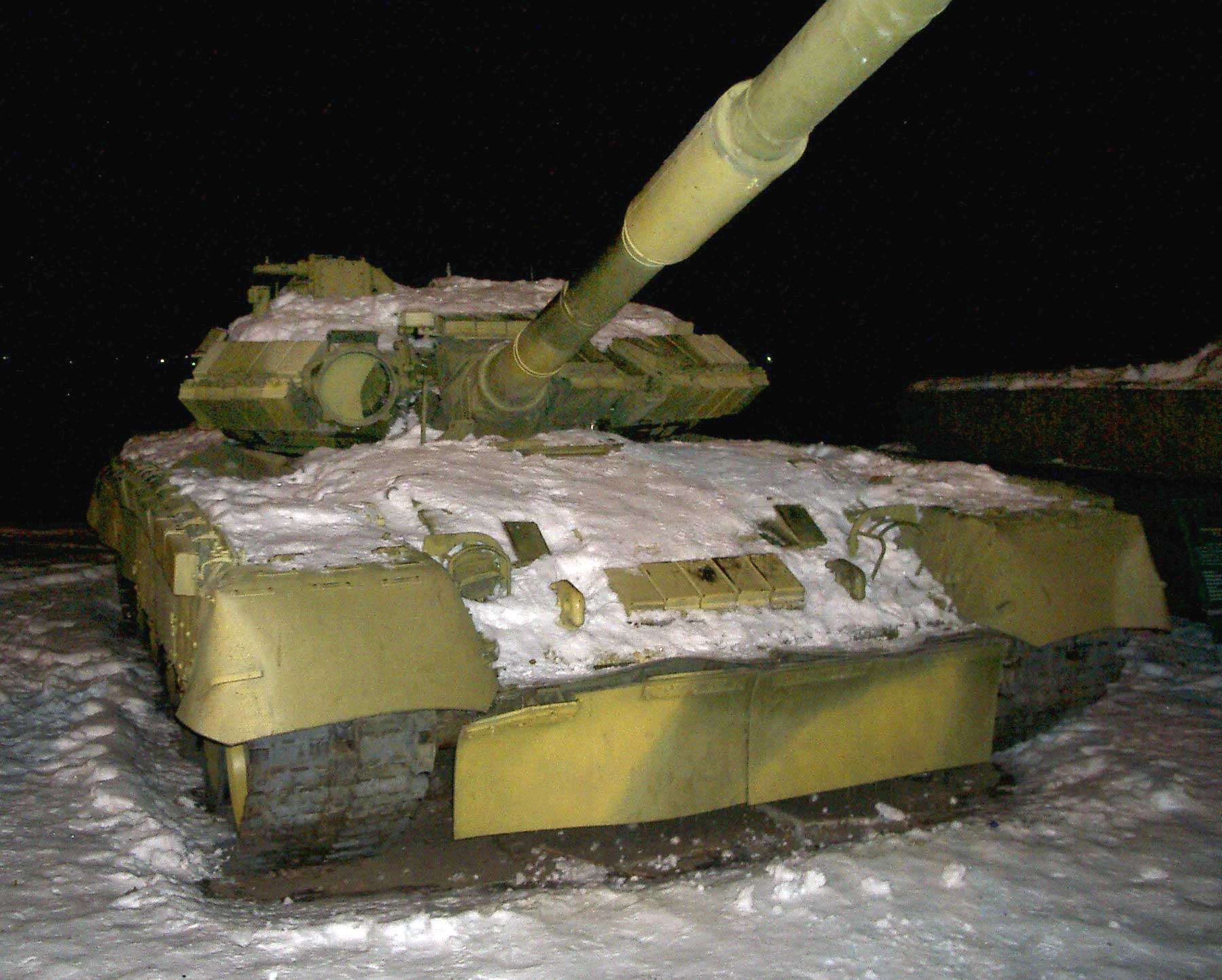
Эжектор на стволе пушки 2А46-1 основного танка Т-80У.

Эжектор представляет собой цилиндрический баллон для пороховых газов несколько большего диаметра, чем орудийный ствол, с двумя кольцевыми днищами, надетыми на ствол. В самом стволе между днищами эжектора насверлены под углом отверстия-сопла, соединяющие канал ствола с внутренним объёмом эжектора. При выстреле снаряд в процессе движения по стволу сначала открывает пояс отверстий, расположенных ближе к казённику, и пороховые газы под большим давлением (3000—4000 кгс/см²) заполняют эжектор. После выхода снаряда из ствола и спада давления газы из эжектора через сопла, расположенные под углом к оси канала ствола и ближе к дульному срезу, устремляются наружу из ствола, при этом «подсасывая» пороховые газы из казённика и боевого отделения (при открытом затворе).
Внешне эжектор выглядит как цилиндрическое утолщение примерно посередине ствола. Наличие эжектора — характерная черта орудий современного вооружения и военной техники.
При выходе эжектора из строя (например, если в нём образовалась пробоина) извлечение пороховых газов из боевого отделения может быть затруднено. Это может вызвать серьёзное нарушение в работе экипажа из-за сильного раздражающего эффекта газов и уменьшения видимости в боевом отделении. Нормальная работа личного состава в таком случае может быть продолжена только с использованием противогазов.